# Luperus coeruleipennis
Luperus coeruleipennis is een keversoort uit de familie bladkevers (Chrysomelidae). De wetenschappelijke naam van de soort werd in 1866 gepubliceerd door Victor Ivanovitsch Motschulsky.